# Hieracium floccinops
Hieracium floccinops es una especie de planta con flor del género Hieracium, de la familia Asteraceae, orden Asterales.

## Distribución
Hieracium floccinops se distribuye por Rusia.

## Taxonomía
Fue descrita científicamente por (Elfstr.) R. N. Shlyakov.
Tratamiento taxonómico
La especie aparece registrada y publicada en Fl. Murmansk. Obl.